# Aclididae
Aclididae là một họ ốc biển, là động vật thân mềm chân bụng sống ở biển, trong siêu họ Eulimoidea.

## Phân loại
Các chi thuộc họ Aclididae gồm có:
- Abyssoaclis de Barros et al., 2003[3]
- Aclis S.L. Lovén, 1846 - chi điển hình
- Austrorissopsis W.F. Ponder, 1965
- Awanuia A.W.B. Powell, 1927
- Bermudaclis Bartsch, 1947[4]
- Coenaculum T. Iredale, 1924
- Cyclonidea C. F. Laseron, 1956[5]
- Discaclis Moolenbeek & Warén, 1987[6]
  - Discaclis canariensis Moolenbeek & Warén, 1987
- Henrya Bartsch, 1947[7]
- Larochella A.W.B. Powell, 1927
- Ruapukea R.K. Dell, 1952
- Sanciaella Moolenbeek & Hoenselaar, 2010
- Scalaronoba A.W.B. Powell, 1927
- Schwengelia Bartsch, 1947[8]

đồng nghĩa:
- Pherusina gulsonae là một đồng nghĩa của Aclis gulsonae (Clark W., 1850). Nó được xếp trong chi Pherusina Norman, 1888 thuộc Aclididae.